# Konstantin Kozejev
Konstantin Mirovitsj Kozejev (Russisch: Константин Мирович Козеев) (Koroljov, 1 december 1967) is een Russisch voormalig ruimtevaarder. Kozejev’s eerste en enige ruimtevlucht was Sojoez TM-33 en begon op 21 oktober 2001. De missie was een Russische expeditie naar het Internationaal ruimtestation ISS dat deel uitmaakte van het Sojoez-programma. Het was de derde expeditie naar het Internationaal ruimtestation ISS van het Sojoez-programma.
Kozejev werd in 1996 geselecteerd als astronaut en in 2007 ging hij als astronaut met pensioen. Hij ontving de eretitel Piloot-Kosmonaut van de Russische Federatie.